# Саудівці
Саудівці (араб. سعوديون Suʿūdiyyūn) або Саудівські Араби — це нація, що складається в основному з арабських етнічних груп, корінних жителів Аравійського півострова і тих, що проживають у п'ятьох історичних регіонах: Неджд, Аль-Хіджаз, Асір, Тіхама та Ель-Ахса; регіони, на яких було засновано Королівство Саудівська Аравія, або те, що раніше було відоме як Королівство Хеджаз і Недж на Аравійському півострові. Саудівці розмовляють одним з акцентів і діалектів півострівної арабської мови, зокрема хеджазі, найді, гульф та південних арабських діалектів (який охоплює барекі). У Мецці, Медині також є саудівські хеджазі албанського, боснійського, єгипетського, Хадремі, Джаві (індонезійського), турецького, бухарського (узбецького), левантинського, Магребі, південноазійського (індійського та пакистанського) та субсахарського африканського походження. Згідно з переписом населення 2010 року, громадяни Саудівської Аравії представляли приблизно 19 335 377 осіб, що складало 74,1 % від загальної кількості населення. Саудівська Аравія — це держава, що керується абсолютною монархією, головою якої є король. Слово саудівці позначає ім'я керівної сім'ї в Королівстві Саудівська Аравія, сьогодні використовується як загальне ім'я для жителів п'ятьох регіонів: Неджд, Ель-Хіджаз, Асір, Тіхама та Ель-Ахса.

## Перепис населення
Етнічне саудівське населення станом на 2010 р. за офіційним переписом складає 74,1 % від загальної кількості — 19 335 377 осіб. Решта населення — 25, 9 % або 6 755 178 осіб не є громадянами.
| Ер-Ріяд                 | 4 506 321  | 69.3 |
| Мекка Аль-Мокаррама     | 4 279 013  | 64.2 |
| Ель-Мадіна Ель-Монавара | 1 295 918  | 76,5 |
| Ель-Кассім              | 957 419    | 80,8 |
| Східний регіон          | 2 971 646  | 78.2 |
| Асір                    | 1626 418   | 85,7 |
| Табук                   | 672 702    | 86,5 |
| Хаїл                    | 507 601    | 85,6 |
| Північні кордони        | 274 250    | 88,0 |
| Джизан                  | 1121 527   | 84.2 |
| Наджран                 | 409 506    | 82,5 |
| Ель-Баха                | 354586     | 87.2 |
| Ель-Джауф               | 358 467    | 83,7 |
| Разом                   | 19 335 377 | 74.1 |

Перший офіційний перепис населення Саудівської Аравії відбувся в 1974 році. Він становив 6 218 361 громадян Саудівської Аравії та 791 105 недержавних громадян. З них 5 147 056 людей, що оселилися, і кількість зареєстрованих кочівників становила 1,86 мільйона.
До 60-х років більша частина населення вела кочовий або напів кочовий спосіб життя; завдяки швидкому економічному та міському зростанню зараз оселилося понад 95 % населення. 80 % саудівців мешкають у трьох великих міських центрах Ер-Ріяді, Джидді чи Даммамі. Деякі міста та оази мають густоту населення понад 1000 людей на квадратний кілометр. Попри стрімке зростання Саудівської Аравії протягом останніх десятиліть знижується не тільки показник смертності, а й народжуваності, який впав з приблизно семи дітей на одну жінку в минулому столітті до 2,4 у 2016 році, на основі останнього опитування населення, проведеного Саудівським органом статистики. Саудівська Аравія значно відстала у збільшенні свого населення у порівнянні із сусідами, такими як Ірак та Сирія.

## Генетика
ДНК-тести Y-хромосом з репрезентативного зразка Саудівської Аравії аналізували на склад та частоти гаплогруп, безліч (71,02 %) належать до гаплогрупи J-M267 (Y-ДНК). Інші часті гаплогрупи, розділені на гаплогрупу J-M172 (2,68 %), A (0,83 %), B (1,67 %), E1b1a (1,50 %), E1b1b (11,05 %), G (1,34 %), H (0,33 %), L (1.00 %), Q (1.34 %), R1a (2.34 %), R1b (0.83 %), T (2.51 %), UP (1.50 %).

## Культура
Культурне середовище Саудівської Аравії — арабське та ісламське, релігійне, консервативне, традиційне та сімейне. Багато поглядів і традицій є багатовіковими, що походять від арабської цивілізації. Салафітський ісламський рух, який закликає до розуміння Корану та хадисів, як їх розуміє ісламський пророк Мухаммед та його супутники, як заборона встановлення святині на могилах праведників. Дотримуючись принципу «наказувати добро і забороняти зло», існує багато обмежень щодо поведінки та одягу, які суворо дотримуються як юридично, так і соціально, зазвичай більше, ніж в інших мусульманських країнах. Наприклад, алкогольні напої заборонені, і немає театру чи публічної виставки фільмів. Зараз це повільно змінюється, оскільки кілька театрів відкрилася у 2018 році.
У повсякденному житті панують ісламські звичаї та правила. Незалежно від того, чи жителі цього міста не є мусульманами, це все одно спостерігається. Хоча вони не зобов'язані виконувати релігійні ритуали або зобов'язання, одяг повинен відповідати певним стандартам. П'ять разів на день мусульмани закликаються до молитви з мінаретів мечетей, розкиданих по всій країні. Оскільки п'ятниця — найсвятіший день для мусульман, вихідні — п'ятниця-субота. Відповідно до доктрини салафітів, лише два релігійні свята, Рамазан-байрам та Курбан-байрам, були публічно визнані до 2006 року, коли не було введено нерелігійне свято, національне свято 23 вересня (яке відзначає об'єднання королівства).

## Суспільне життя та звичаї

### Бедуїни

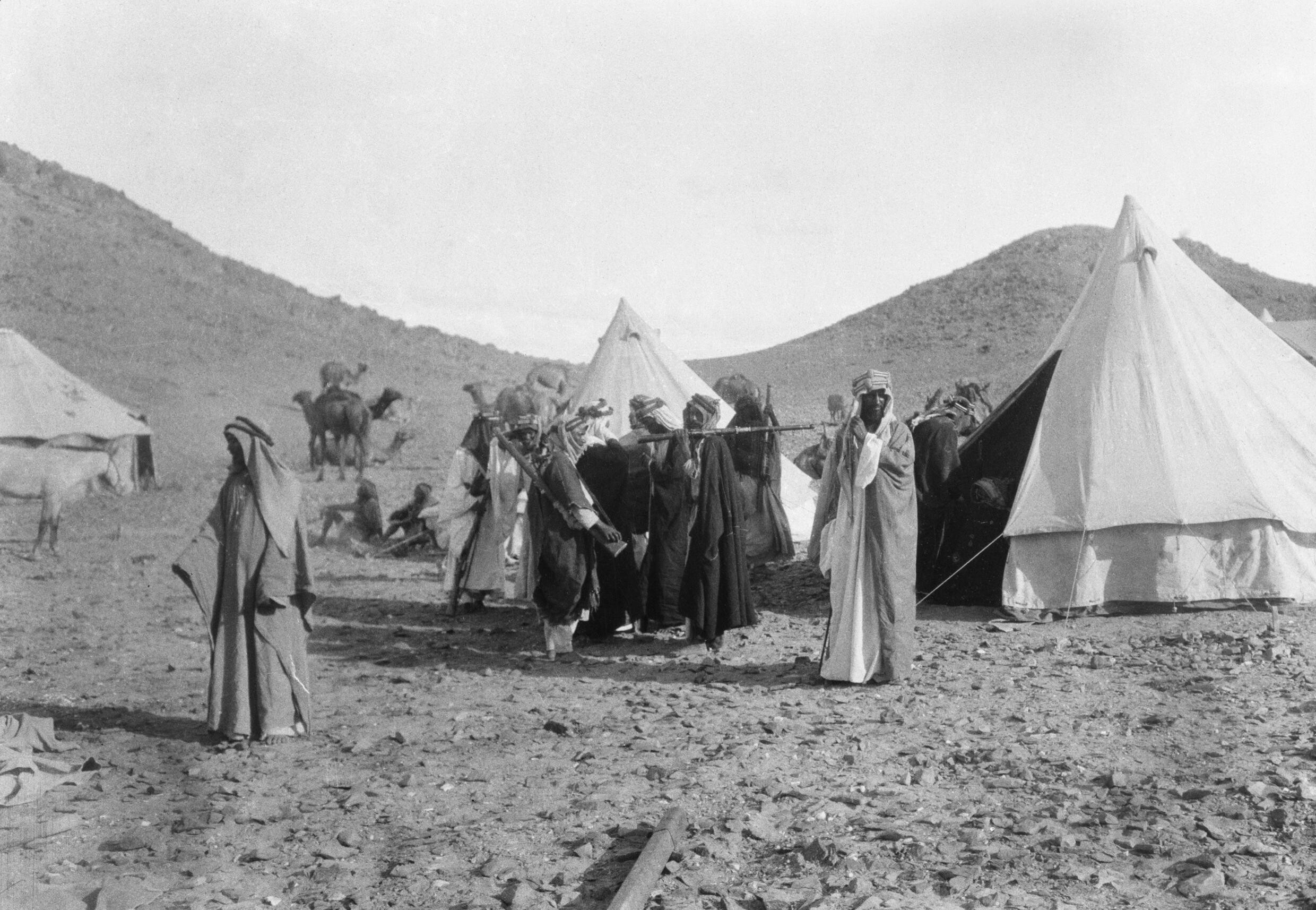
Фотографія ХХ століття з Хеджазу.

Частина споконвічних мешканців району, який зараз є Саудівською Аравією, були кочівниками, відомими як бедуїни. Вони залишаються значною і дуже впливовою меншиною корінного населення Саудівської Аравії, хоча багато з тих, хто називає себе «беду», більше не займаються «традиційною племінною діяльністю з випасу овець та верблюдів». На думку авторів Гарві Тріппа та Пітера Норта, бедуїни складають більшу частину судової влади, релігійних лідерів та Національної гвардії (яка захищає трон) країни. Культура бедуїнів «активно» зберігається урядом.

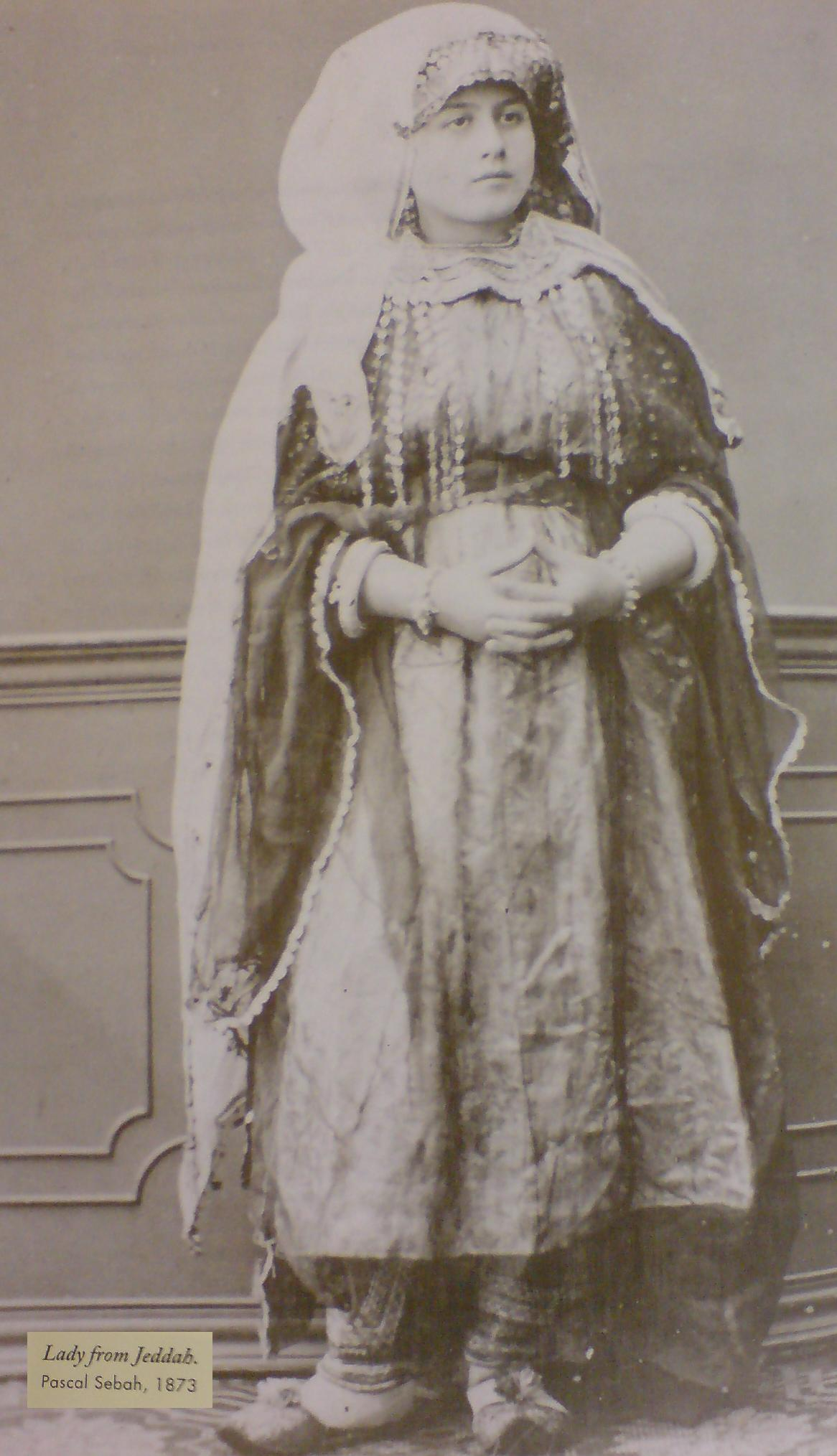
Жінка з Джидди у традиційному одязі, 1873 рік.

### Міста
Деякі з найвідоміших міст у минулому були: Джидда, Табук, Аль-Ула, Джубба, Мадейн Салех, Ер-Ріяд, Тайма, Думат аль-Джандал, Аль-Шувейхатія, Тадж, Острів Тарут, Каріат аль-Фау, Аль-Ухдуд, Хаїл, Катіф, Аль-Ямама, Мекка, Медіна, Таїф, Афладж, Манфуха, Тірміда та ін.

### Привітання
Привітання в Саудівській Аравії називають «офіційними та не рекомендованими» та тривалими. Саудівці (чоловіки), як правило, «не поспішають і трохи спілкуються при зустрічі». Запити «про здоров'я та сім'ю» звичні, але ніколи не про дружину чоловіка, оскільки це «вважається неприйнятним».

### Сукня
Релігія та звичаї Саудівської Аравії диктують не лише консервативне вбрання для чоловіків та жінок, але однорідність одягу, характерну для більшості країн Близького Сходу. Традиційно різні регіони Саудівської Аравії мали різне вбрання, але з часу відновлення влади Саудівської Аравії вони були збережені для святкових випадків і «змінені, якщо не повністю витіснені» одягом батьківщини своїх правителів (тобто Найд).
Усі жінки повинні носити абаю — довгий плащ, який охоплює все, крім рук, волосся та обличчя. (Скромне плаття є обов'язковим для жінок в ісламі, але чорний колір для жінок та білий для чоловіків, мабуть, базується на традиціях, а не на релігійних писаннях.) Саудівські жінки також зазвичай носять вуаль на повне обличчя, наприклад, нікаб. Жіночий одяг часто прикрашають племінними мотивами, монетами, блискітками, металевими нитками та аплікаціями. Іноземні жінки повинні носити абаю, але не потрібно покривати волосся.
Останніми роками під абаю носять західне вбрання. (Релігійна поліція «заохочує» іноземних жінок в Саудівській Аравії носити абаю або, принаймні, покривати волосся згідно з New York Times). Автори Гарві Трипп та Пітер Норт закликають жінок носити абаю в «більш консервативних» районах королівства, тобто в приміщенні).

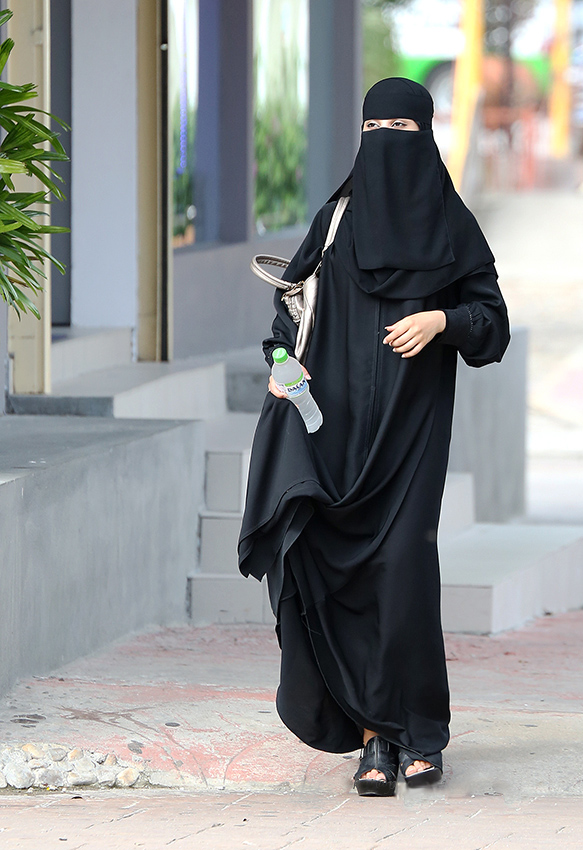
Саудівська жінка в нікабі в Ер-Ріяді. Згідно із законом Саудівської Аравії жінки повинні носити абаю, але нікаб та хіджаб необов'язкові.

Саудівські чоловіки та хлопчики, незалежно від їхньої роботи або соціального статусу, одягають традиційне плаття, яке називається тауб, або арабське плаття. Під час теплої та спекотної погоди саудівські чоловіки та хлопці носять білі ремінці. Під час прохолодної погоди вовняні стрічки темних кольорів. У особливий час чоловіки часто носять бішт або мішлах над тубою. Це довгі білі, коричневі або чорні плащі, гаптовані золотом. Головний убір чоловіка складається з трьох речей: таджа, маленька біла шапочка, яка утримує гутру від зісковзування з голови; сама гутра є великим квадратом тканини; й іджаль — подвоєний чорний шнур, який утримує гутру на місці. Не носіння іджаля вважається знаком благочестя. Гутра, як правило, виготовляється з бавовни та традиційно буває або вся біла, або червоно-біла. Гутру носять складеною в трикутник і центрують на голові.
- Гутра (араб. غترة Арабська вимова: [ɣʊtra]) є традиційним Куфійським головним убором, який носили чоловіки на Аравійському півострові. Його роблять з квадрату, як правило, тоншої бавовняної тканини («шарф»), складеного та обмотаного різними фасонами (зазвичай трикутником) навколо голови. Його зазвичай носять в районах з посушливим кліматом, щоб забезпечити захист від прямого сонячного проміння, а також захист рота та очей від продуваного пилу та піску.
- Гал (араб. عقال Арабська вимова: [ʕɪɡaːl]) — це елемент арабських головних уборів, виготовлений зі шнура, який кріпиться навколо кефії, щоб утримувати його на місці. Агаль зазвичай чорного кольору.
- Абая (араб. عباية Арабська вимова: [ʕabaːja]) — це жіночий хіджаб, який жінки носять, виходячи з дому. Це чорний плащ, який покриває все тіло, крім голови, хоча деякі абаї покривають і маківку.
- Імама (араб. عمامة Арабська вимова: [ʕɪmaːma]) — це тип головного убору тюрбана, який походить з регіону Хеджаз на території сучасної західної Саудівської Аравії ; це лише одна з версій арабських тюрбанів, які носили на Аравійському півострові з доісламської ери до наших днів день. Але в цілому зараз більшість з цього регіону носять Куфію (араб. شُماغ Арабська вимова: [ʃʊmaːɣ]) замість цього.
- Тауб (араб. ثوب Арабська вимова: [θo̞ːb, t-]) — стандартне арабське слово для одягу. Це довжина щиколотки, виткана з вовни або бавовни, зазвичай з довгими рукавами, схожими на халат.
- Бішт (араб. بشت Арабська вимова: [bɪʃt]) — традиційний довгий, білий, коричневий або чорний арабський плащ, гаптований золотом, який носять чоловіки. Зазвичай його носять лише для престижу або в особливих випадках, таких як весілля, або в холодну погоду.

Зовсім нещодавно західне вбрання, особливо футболки та джинси, стали досить поширеним одягом для відпочинку, особливо в Джидді, Ер-Ріяді та Східній провінції. Традиційним взуттям стали шкіряні сандалі, але зараз більшість взуття імпортується.

## Релігія

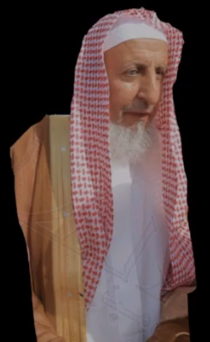
Абдулазіз ібн Абдулла Алашейх, великий муфтій Саудівської Аравії з 1999 р. н. е.

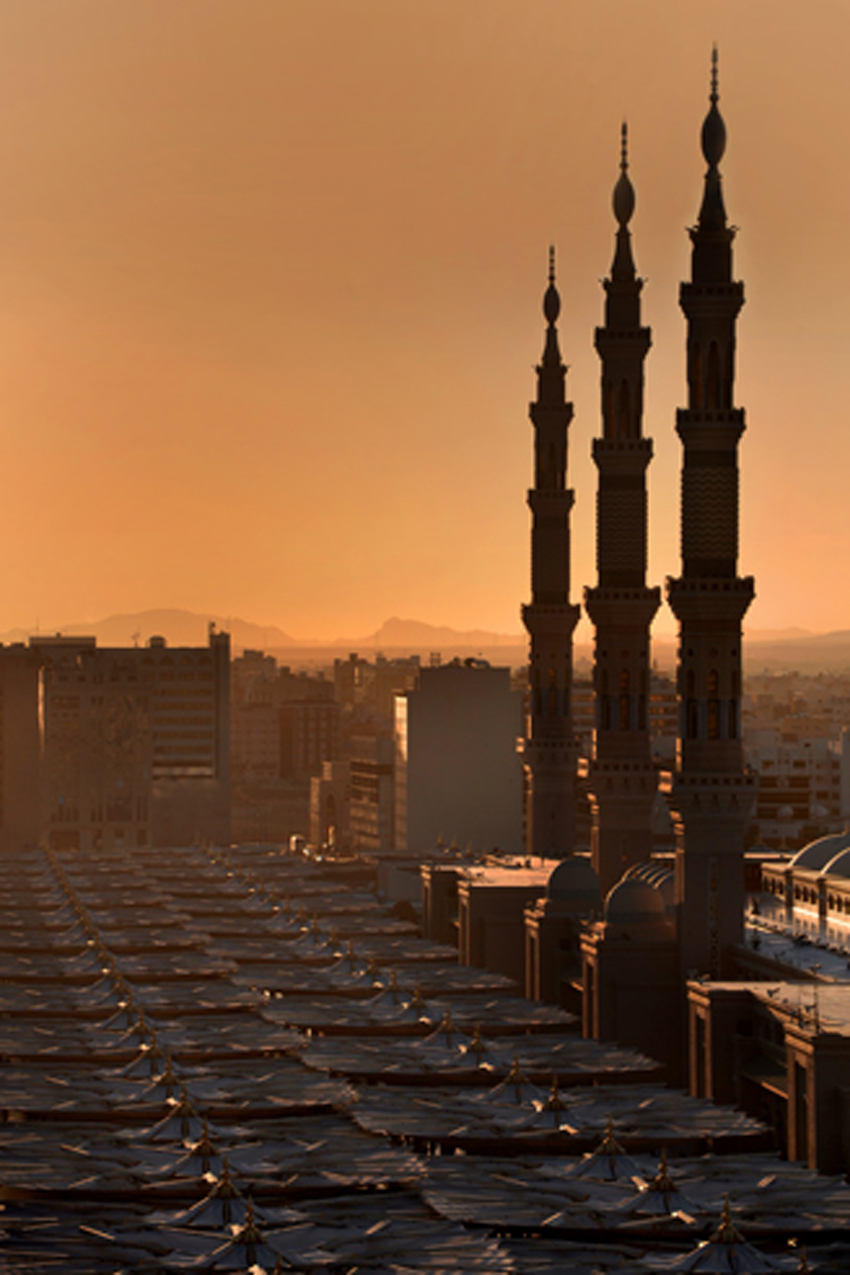
Фотографія мінаретів при сході сонця в Королівстві Саудівська Аравія.

Іслам є державною релігією Саудівської Аравії, і його законодавство вимагає, щоб усі громадяни були мусульманами. Уряд юридично не захищає свободу віросповідання. Будь-який закордонний громадянин, який намагається отримати саудівське громадянство, повинен прийняти іслам. Саудівську Аравію критикують за реалізацію ісламського законодавства та поганий стан прав людини.

### Іслам
Офіційною формою ісламу є сунітська школа Ханбалі у її салафітській версії. За офіційною статистикою, 85—90 % громадян Саудівської Аравії — мусульмани-суніти, 10—15 % — шиїти. (Понад 30 % населення складають іноземні робітники які є переважно, але не повністю мусульманами.) Невідомо скільки в країні є ахмадійцями. Два найсвятіші міста ісламу, Мекка та Медіна, знаходяться в Саудівській Аравії. З багатьох причин немусульманам заборонено в'їжджати у священні міста, хоча деякі західні немусульмани змогли в'їхати, переодягнені в мусульман.

### Немусульмани
Велика кількість іноземних робітників, які проживають у Саудівській Аравії (7,5 млн емігрантів у 2013 р. н. е.) є немусульманами. У Саудівській Аравії існує також нерелігійне населення. Хоча офіційних опублікованих статистичних даних уряду Саудівської Аравії немає, згідно з опитуванням Галепу, 5 % саудівських арабів є нерелігійними. Вони також не можуть увійти до Мекки.

#### Політика виключення
На думку вченого Бернарда Льюїса, політика Саудівської Аравії щодо виключення немусульман з постійного місця проживання в країні є продовженням старої та загальновизнаної мусульманської політики.

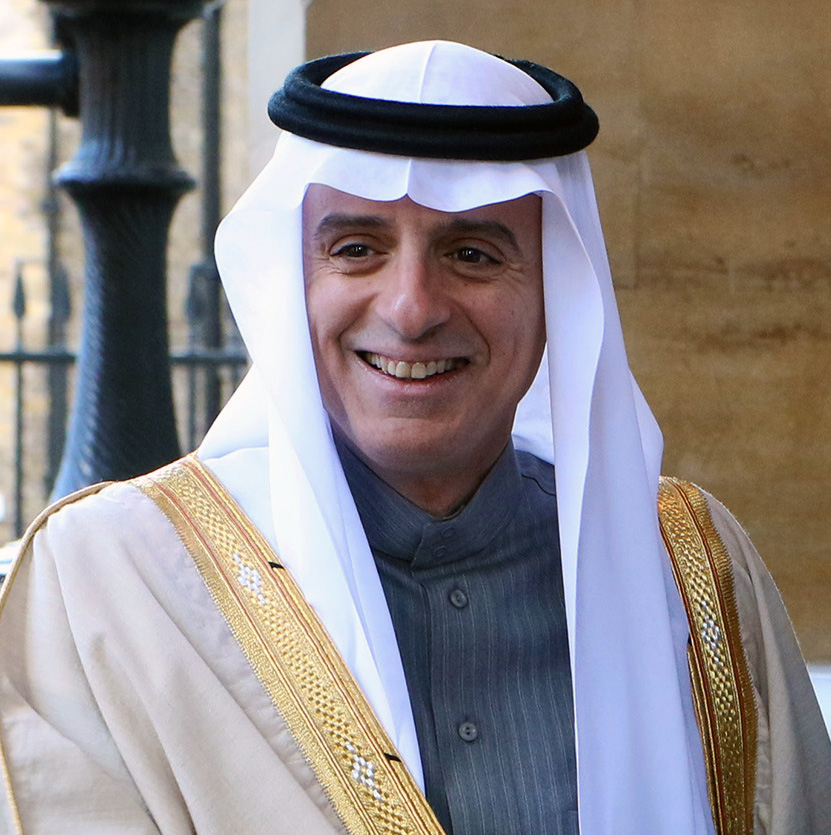
Міністр закордонних справ Королівства Саудівська Аравія.

Класичні арабські історики говорять нам, що в 20 році після хіджри (переїзду Мухаммеда з Мекки в Медіну), у 641 р. християнського календаря, халіф Умар постановив виселити євреїв та християн з Аравії, щоб виконати наказ пророка вимовив на смертному одрі: «Нехай в Аравії не буде двох релігій». Йшлося про євреїв оази Хайбар на півночі та християн Наджрана на півдні.
[Хадис] загальновизнаним був автентичним, і Умар ввів його в дію… Порівняно з європейським вигнанням, указ Умара був одночасно обмеженим і співчутливим. Він не включав південну та південно-східну Аравію, які не розглядались як частина святої землі ісламу… євреї та християни Аравії були переселені на закріплені за ними землі — євреї в Сирії, християни в Іраці. Процес також був поступовим, а не раптовим, і є повідомлення про те, що євреї та християни деякий час залишалися в Хайбарі та Наджрані після указу Умара.

Але указ був остаточним і незворотним, і з тих пір до цього часу священна земля Хіджазу була заборонена територією для немусульман. Згідно з ханібалістською школою ісламської юриспруденції, прийняті відповідними деклараціями, немусульманин не мав права навіть ступити на священну землю. В іншій частині королівства немусульмани, хоча і були допущені як тимчасові відвідувачі, не мали права проживати або сповідувати свою релігію.
Хоча Саудівська Аравія і дозволяє немусульманам жити в Саудівській Аравії, щоб працювати або займатися бізнесом, вони можуть не сповідувати релігію публічно. За даними уряду Великої Британії:
Публічна практика будь-якої форми релігії, крім ісламу, є незаконною; як намір навернути інших. Однак влада Саудівської Аравії приймає приватну релігію, відмінну від ісламу, і ви можете вносити Біблію в країну, якщо вона призначена для вашого особистого користування. Імпорт більшої кількості, ніж це, може спричинити суворі штрафи.
Саудівська Аравія досі надає громадянство людям з інших країн.